# I. e. 27. század
| Évezredek i.e. | 10. | 9. | 8. | 7. | 6. | 5. | 4. | 3. | 2. | 1. | Időszámítás kezdete | 1. | 2. | 3. | 4. | 5. | 6. | 7. | 8. | 9. | 10. | Évezredek i.sz. |

## Események
- Ré napisten kultusz Egyiptomban.
- Lépcsős piramis építése Szakkarában.
- I. e. 2635 – Az egyiptomi óbirodalom korának kezdete.
- Piramisépítő fáraók kora (i. e. 2650–2530)

## Fontos személyek
- Gilgames Uruk ötödik királya Sumeriában
- Dzsószer egyiptomi fáraó (uralk. kb.:i. e. 2668–2649)